# Södra Kyrketorps landskommun
Södra Kyrketorps landskommun var en tidigare kommun i dåvarande Skaraborgs län.

## Administrativ historik
Kommunen inrättades i Kyrketorps socken i Gudhems härad i Västergötland när 1862 års kommunalförordningar trädde i kraft. Namnet var före 1 januari 1886 Kyrketorps landskommun (bytet beslutat 17 april 1885). 
Vid kommunreformen 1952 uppgick kommunen i Stenstorps landskommun som 1974 uppgick i Falköpings kommun.